# 阿拜昂環礁機場
阿拜昂環礁機場（英語：Abaiang Atoll Airport），常被簡稱為阿拜昂機場，是一個位於基里巴斯阿拜昂環礁的機場，位於北側的Tabwiroa和南側的Tuarabu兩個村落之間。基里巴斯航空於週三、週五及週日開行此機場往返馬拉凱和塔拉瓦的客機。
客機往返兩個地點都只需時10分鐘，機票含稅50澳元。

## 目的地
| 航空公司     | 目的地         |
| ------------ | -------------- |
| 基里巴斯航空 | 馬拉凱，塔拉瓦 |
| 珊瑚太陽航空 | 馬拉凱，塔拉瓦 |